# Bradashesh alközség
Bradashesh alközség harmadik szintű közigazgatási egység Albánia középső részén, a Shkumbin folyó jobb partján, Elbasantól légvonalban és közúton egyaránt 5 kilométerre nyugat–délnyugati irányban. Elbasan megyén belül Elbasan község része. Székhelye Bradashesh falu, további települései Balëz-Lart, Balëz-Poshta, Fikas, Gurabardh, Karakullak, Katund i Ri, Kozan, Kusarth, Letan, Petresh, Reçan, Rrila, Shëmhill, Shijon, Shtëmaj és Ulën (Ulem). A 2011-es népszámlálás alapján Bradashesh alközség népessége 10 700 fő. Fő nevezetessége az Ad Quintum-i római kori fürdőház romja és a 14. századi shijoni Szent János Vladimír-templom.

## Fekvése
A Shkumbin jobb (északi) partján elterülő alközség az Elbasani-síkba északról benyomuló Krrabai-hegység és Pezai-dombvidék találkozásánál fekszik. Déli települései – Bradashesh, Shijon, Katund i Ri, Karakullak, Kusarth – még síksági területen fekszenek, az északi irányba húzódó Kusha-völgytől – vagy másik nevén Karakullak–Balëzi-völgytől – keletre a Krrabai-hegység települései (Balëz-Lart, Balëz-Poshta, Gurabardh, Kozan, Letan és Rrila), nyugatra pedig a Pezai-dombvidék falvai (Fikas, Petresh, Reçan, Shëmhill és Shtëmaj) fekszenek 300-400 méteres tengerszint feletti magasságban. A legmagasabb, 600-700 méteres térszínformák az alközség északnyugati vidékén találhatóak; itt fekszik a nehezen megközelíthető Ulën falu. Az alközség déli peremén futó Shkumbin és az abba ömlő Kusha-patak (Përroi i Kushës) mellett további jelentős vízfolyás az alközség keleti részén a Shkumbinba tartó Zaranika-patak (Përroi i Zaranikës).
A Kusha-völgyben 2011-ben vette kezdetét a Tiranát Elbasannal összekötő A3-as autópálya építése, északnyugati irányból pedig az SH3-as tirana–korçai főút érkezik a vidékre és Bradasheshnél fordul keleti irányba, a Shkumbin völgyébe. Az SH3-asba ugyanitt, Bradasheshnél csatlakozik be az SH7-es főút, amely Elbasannak Peqinen keresztül az Adria-parti úttal biztosít összeköttetést.

## Története
Az i. e. 2. század második felétől a Genusus (Shkumbin) völgyében felépült római út, a Via Egnatia egy kisebb települése, Ad Quintum feküdt a mai Bradashesh falu helyén. A régészeti ásatások ez idáig egy 2–3. századi római villát és fürdőházát tárták fel. Ad Quintum fontosabb regionális szerepkörrel nem rendelkezhetett, mert azt az i. sz. 1. századtól a néhány kilométerrel keletebbre, a mai Elbasan helyén felépült, castrummal is rendelkező Scampis töltötte be. Scampis feltehetően 9. századi elnéptelenedését követően a környék piachelye a mai Shijon lett.
Shijonban épült fel egy kolostor, amely eredetileg talán a bencésekhez kötődött. A 14. században a kolostorba kerültek a még 1016-ban meggyilkolt és később szentté avatott dukljai fejedelem, Jovan Vladimír csontjai. Vélhetően ekkor és ennek következményeként alakult ki a Shijon helynév: Jovan vagy János albánul Gjon, Szent János albánul Shën Gjon vagy röviden Sh’Gjon, ennek további rövidülése lehet a Shijon. A kolostort földrengés pusztította el, amelynek helyén 1380–1381-ben Karl Topia albán fejedelem építtette fel az új Szent János Vladimír-templomot. 1388-ban bekövetkezett halála után Topiát a kolostorban temették el, a templomból előkerült a teljes vértezetét ábrázoló 14. századi kőfaragvány is. Vélhetően eleinte a kolostor volt a 18. század közepén kialakított diracsi (durrësi) ortodox érsekség monasztikus központja. Ebben az időszakban itt, a kolostorban dolgozták ki az elbasani ábécét, amelyet az Elbasani evangéliumhoz (Ungjilli i Elbasanit), az egyik legkorábbi albán evangéliumfordításhoz használtak fel. 1944 márciusában a templom leégett, és még 1995-ben is tető nélküli torzóként állt Shijon mellett, de a 21. század elején rekonstruálták az épületet.
Az 1970-es években Bradashesh közigazgatási területén, Elbasan délnyugati szomszédságában épült fel a korszak egyik legnagyobb nehézipari beruházása, A Párt Acélja Kohászati Kombinát, amely 10-12 ezer embernek adott munkát. Az 1991-es rendszerváltást követően az ipari termelőegységek nagy része bezárt, de súlyosan elszennyezett környezetet hagytak hátra, aminek következtében országosan Elbasan és Bradashesh vidékén a legmagasabb a krónikus légúti és emésztőrendszeri megbetegedések, a koraszülések és születési rendellenességek aránya.

## Nevezetességei

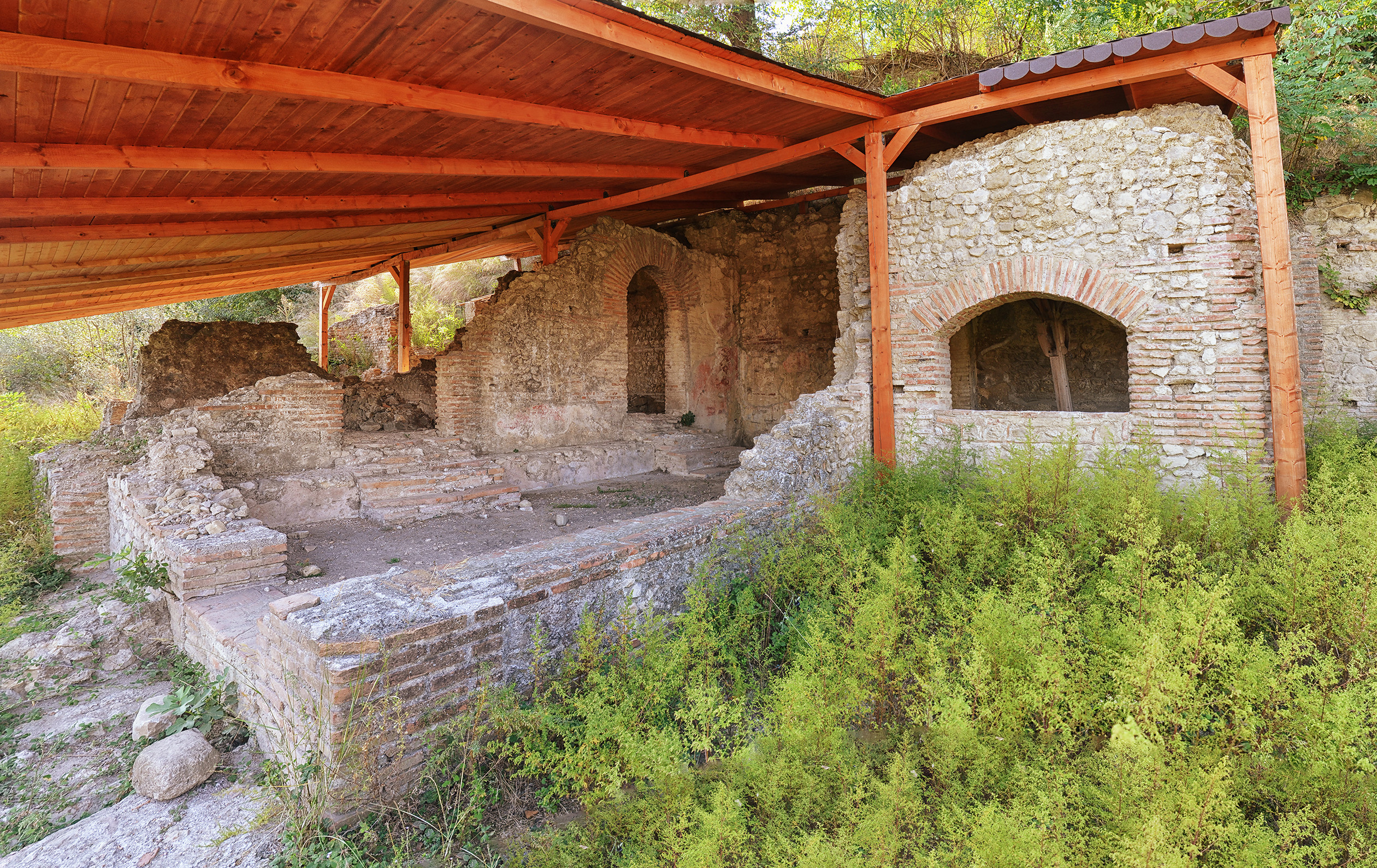
Ad Quintum római kori fürdőháza

Bradashesh két legjelentősebb nevezetessége a már említett ókori Ad Quintum fürdőházának romja és a 14. századi Szent János Vladimír-templom. További jelentős műemlék a Petresh határában magasodó Szkander bég szikláján (Shkëmbi i Skënderbeut) álló várrom.
A shijoni templom közelében, Bradashesh irányában található Visarion Xhuvani (1887–1965) görögkeleti egyházi vezető sírja, akit 1946-ban a kommunista hatóságok bebörtönöztek, majd 1962-es szabadulásától haláláig a shijoni kolostorban élt.